# Frank Hadow
Patrick Francis Hadow (ur. 24 stycznia 1855 w Regent’s Park, zm. 29 czerwca 1946 w Bridgewater) – brytyjski tenisista, zwycięzca Wimbledonu.
Hadow uprawiał kilka dyscyplin sportowych, przede wszystkim krykiet – był kapitanem szkolnej drużyny w Harrow oraz reprezentantem Middlesex. Stale przebywał na Cejlonie, gdzie prowadził plantację herbaty.

## Kariera tenisowa
W czasie pobytu na wakacjach w Londynie wystąpił w 1878 roku w drugiej edycji Wimbledonu. W turnieju obowiązywała wówczas zasada challenge round, która zapewniała obrońcy tytułu udział w finale w kolejnej edycji. Hadow przeszedł turniej pretendentów („All-Comers”) bez straty seta. W decydującym meczu, nazwanym potem „pojedynkiem w słońcu”, zmierzył się ze Spencerem Gorem, z którym wygrał 7:5, 6:1, 9:7. Hadow przezwyciężył opierający się na wolejach agresywny styl gry Gore’a, zagrywając loby, za których pioniera jest uznawany.
Prawdopodobnie nie grał już więcej w tenisa. Nie bronił tytułu w 1879 roku (tym samym zwycięstwo przypadło najlepszemu w turnieju pretendentów Johnowi Hartleyowi). Wystąpił w zawodach dopiero w 1926 roku, na jubileuszowym, pięćdziesiątym turnieju. Jako najstarszy żyjący zwycięzca Wimbledonu pierwszy odebrał z rąk królowej Marii pamiątkowy srebrny medal.

### Finały w turniejach wielkoszlemowych

#### Gra pojedyncza (1–0)
| Końcowy wynik | Nr | Data | Turniej           | Nawierzchnia | Przeciwnik   | Wynik finału  |
| ------------- | -- | ---- | ----------------- | ------------ | ------------ | ------------- |
| Zwycięzca     | 1. | 1878 | Wimbledon, Londyn | Trawiasta    | Spencer Gore | 7:5, 6:1, 9:7 |